# Спорт
Спортом (из латинског deportare, одатле старофранцуски desporter, одатле староенглески disport, одатле данашњи спорт и значи разонођење, одмарање, уживање) се називају такмичења која су најчешће у сфери физичких активности, али постоје и спортови који нису везани за физичку активност, као на пример шах. Неки од разлога за бављењем спортом могу бити разонода, развијање тела, побољшање способности, такмичарски дух, као и финансијска добит. Обично је такмичење или игра између две стране, од којих свака покушава да премаши другу. Неки спортови дозвољавају нерешену игру; други обезбеђују методе за решавање нерешених исхода, како би осигурао један победник и један губитник. Већи број таквих такмичења са два исхода може бити организовано на турниру, чиме се производи шампион. Многе спортске лиге имају годишњег шампиона, који се одређује уређивањем игара у редовној спортској сезони, чему у неким случајевима следи финална игра. Постоје стотине спортова, почевши од оних између појединачних такмичара, до оних са стотинама истовремених учесника, било у тиму или који се такмиче као појединци. У појединим спортовима као што су трке, велики број такмичара се може такмичити, сваки против свих других, са једним победником.
Спорт је генерално сматра системом активности који се заснива на физичком атлетицизму или физичкој спретности. Велика спортска такмичењима као што су Олимпијске игре признају само спортске сусрете који задовољавају ову дефиницију. Низ других организација, као што је Савет Европе користе дефиниције којима се искључују активности без физичког елемента из класификације спорта. Међутим, бројне компетитивне али нефизичке активности захтевају признавање као душевни спортови. Међународни олимпијски комитет (кроз ) признаје шах и бриџ као bona fide спортове, а SportAccord, међународна асоцијација спортских федерација, препознаје пет нефизичких спортова: бриџ, шах, даму, го и кинески шах, и ограничава број душевних игара које се могу признати као спорт.
Спортови обично се регулишу скупом правила или обичаја, који служе за осигурање поштене конкуренције и омогућавају конзистентно одлучивање о победнику. Победа може бити одређена физичким догађајима као што су бодовање голова или првим преласком линије. Такође може бити одређена помоћу судија који бодују елементе спортске перформансе, укључујући објективне или субјективне мере као што су технички учинак или уметнички утисак.
Обично се чувају записи о перформансама, а за популарне спортове, ове информације могу бити на широко објављиване или описане у спортским вестима. Спорт је такође значајан извор забаве за неучеснике, при чему гледалачки спорт привлачи велике гомиле на спортске стадионе и дворане, а шира публика се досеже путем емитовања спортских догађаја. Спортско клађење је у неким случајевима строго регулисано, и у појединим случајевима је од централног значаја за спорт.
Према А.Т. Кернију, консултантској кући, глобална спортска индустрија је вредела 620 милијарди долара од 2013. године. Најдоступнији и највише практиковани спорт на свету је трчање, док је фудбал најпопуларнији навијачки спорт.

## Значење и употреба

### Етимологија
Реч „спорт“ потиче од старофранцуске речи desport са значењем „разонода“. Најстарија дефиниција у енглеском која потиче из око 1300. године је „све што људи налазе занимљивим или забавним“.
Друга значења обухватају коцкање и догађаје који су приређени у сврху коцкања; лов; и игре и разоноду, укључујући оне које захтевају вежбање.
 Рогет дефинише именицу спорт као „активност која се предузима ради опуштања и забаве“ и која је синонимна са разонодом и рекреацијом.

### Номенклатура
Појединачни термин „спорт“ се користи на већини енглеских дијалеката како би се описао општи концепт (нпр. „Деца која учествују у спорту“), а „спортови“ се користи да опишу вишеструке активности (нпр. „Фудбал и рагби су најпопуларнији спортови у Енглеској“).

## Историја
Артефакти и структуре сведоче о постојању спорта у Кини још пре 2.000. п. н. е. Постоје индикације да је гимнастика била популарна у Кинеској античкој прошлости. Монументи фараона указују на чињеницу да су бројни спортови, укључујући пливање и риболов, били добро развијени и регулисани пре неколико хиљада година у древном Египту. Други египатски спортови су бацање копља, скок у вис и рвање. Спортови у античкој Персији као што је традиционална иранска борилачка вештина зорхана имају блиску везу са вештинама ратовања. Међу другим спортовима који воде порекло из Песије су поло и јуста.
Широк опсег спортова је већ био успостављен до времена античке Грчке. Војна култура и развој спорта у Грчкој су знатно утицали на једно на друго. Спортови су постали такав проминентан део њихове културе да су Грци створили Олимпијске игре, које се у древним временима одржавале сваке четири године у малом селу у Пелопонезу званом Олимпија, Грчка.
Спортови су били у све већој мери организовани и регулисани од времена античких олимпијада све до садашњег века. Индустријализација је довела до повећања количине слободног времена, омогућавајући људима да присуствују и прате навијачке спортове и да учествују у атлетским активностима. Ови трендови су настављени са појавом масовних медија и глобалних комуникација. Професионализам је постао превалентан, што је додатно повећало популарност спорта, пошто сад спортски навијачи могу да прате подвиге професионалних спортиста - док истовремено уживају у вежбању и конкуренцији везаној за аматерско учешће у спорту. Од почетка 21. века, се води све интензивнија дебата о томе да ли ће трансродни спортисти моћи да учествују у спортским догађајима који су у складу са њиховим пост-транзиционим родним идентитетом.

## Подела
Једна од главних подела спортова може бити на групне и самосталне:
- У групне (заједничке) спортове спадају сви спортови који се изводе групно, где највеће место заузимају спортске игре, као на пример фудбал, кошарка, одбојка, рукомет, ватерполо, вилбал, хокеј и други.
- У самосталне (појединачне) спортове спадају спортови где се појединац сам залаже за своје успехе. У појединачне спортове спадају атлетика, борилачки спортови, гимнастика, пливање, и други.

У многим појединачним спортским дисциплинама на званичним такмичењима збир бодова учесника из исте екипе се сабира да би се добио екипни победник, то јест клуб који је имао најбоље учеснике.
Неки спортови могу се изводити и појединачно и групно. Ту спадају тенис, уметничко клизање, стони тенис, скокови у воду и много других.
Спорт може бити такмичарског или слободног карактера. Такмичарски карактер је када спортисти наступају на такмичењима у жељи за постизањем врхунских резултата. Обично се ради такмичења организују редовни или повремени турнири где учествује више екипа (тимова) или појединаца. Међу такмичењима која широм света изазивају највећу пажњу и интересовање су свакако Олимпијске игре и Светско првенство у фудбалу, а велику популарност имају и такмичења Формуле 1, као и многа друга.
Услед телевизијске публике која се мери милионима, спорт је данас постао и уносан бизнис. Мултинационалне корпорације дају велике суме новца како би се њихове рекламе појавиле на важним спортским догађајима, а трансфери најбољих спортиста из једног у други клуб се мере десетинама милиона долара.
Слободни (аматерски) карактер је када се спортисти баве спортом из себи познатих разлога, а најчешће то буду рекреативни и здравствени разлози.

## Класификација спорта
Класификација спорта обухвата поделу спорта на различите подврсте.
Прва подела је на:
1. Рекреативни спорт (карактерише га редовни програм вежбања и такмичења у циљу очувања здравља и физичке спремности)
2. Школски спорт (тренинзи и систем такмичења су прилагођени узрасту спортиста, како би се свакоме омогућило да испољи свој таленат)
3. Аматерски спорт (спортисти појединци стичу друштвену афирмацију, остварују неку допунску зараду и сл.)
4. Спорт инвалида (окупља инвалиде и организује такмичења у циљу телесне и менталне рехабилитације)
5. Професионални спорт (спортисти, њихови тренери, менаџери и остало особље су плаћени за активно бављење спортом и он је њихово основно занимање)

Поред тога може се делити и на:
1. Елитни или врхунски спорт треба да омогући најбољим појединцима да постану врхунски. Врхунски спортски успеси нису могући без масовног бављења спортом, јер се најбољи појединци репродукују из њега принципом селекције.
2. Нетакмичарски спорт је индивидуални спорт сваког појединца и подразумева универзалну вредност јер се њиме активно могу бавити све категорије становништва.
3. Такмичарски спорт кључни значај придаје победи, конкуренцији, жртвовању (победа постаје друго име за спорт).

## Попис спортова
Постоје бројне поделе спортова, и тешко је направити потпуно тачно разграничење. Често се говори о олимпијским спортовима, тј. онима који су у програму зимских или летњих Олимпијских игара, те о осталим, неолимпијским спортовима. Постоје и спортови као што су модерни петобој или триатлон коју су у ствари спој неколико различитих спортова, те дакле спадају у засебну категорију.

### Атлетика
- бацачке дисциплине (диск, копље, кугла, кладиво)
- тркачке дисциплине (спринт, средње пруге, дуге пруге, високе и ниске препоне, штафете)
- скокови (вис, даљ, троскок, мотка)
- вишебој

### Екипни спортови с лоптом
Екипни спортови с лоптом развили су се из средњоамеричке игре лоптом:
- амерички фудбал
- аустралијски фудбал
- фистбол
- канадски фудбал - врло сличан америчком фудбалу
- келтски фудбал
- кошарка
- корфбол
- мали фудбал
- нетбол
- фудбал
- одбојка
- одбојка на песку
- рагби (заједнички назив за два спорта - рагби јунион и рагби лига, некад се спомиње и као амерички фудбал, мада је то погрешно)
- рукомет
- рукомет на песку
- ватерполо
- улична кошарка

### Спортови у којима се лоптица удара рекетом
- бадминтон
- стони тенис
- сквош
- тенис

### Спортови у којима се лоптица удара палицом или батом
- бенди
- бејзбол
- голф
- дворански хокеј
- хокеј на трави
- хокеј на ролшуама
- хурлинг
- инлајн хокеј
- крикет
- лакрос
- поло
- скејтер хокеј
- софтбол
- улични хокеј

### Бициклизам
- цестовни бициклизам
- циклокрос
- бициклизам на писти
- брдски бициклизам

### Гимнастика
- аеробик
- ритмичка гимнастика
- општа гимнастика
- спортска гимнастика
- спортска акробатика
- трамполин
- плес

### Спортови снаге
- бодибилдинг
- дизање тегова

### Спортови прецизности
- билијар
  - снукер
- боћање
- голф
- куглање
- стреличарство
- стрељаштво
- пикадо

### Водени спортови
- једрење
- кајак и кану на мирним водама
- кајак и кану на дивљим водама
- роњење на дах
- оријентацијско роњење
- пливање
- синхроно пливање
- ватерполо
- веслање
- скокови у воду
- сурфовање

### Спортови на снегу и леду
- алпско скијање
- боб
- брзо клизање
- брзо клизање на кратким стазама
- керлинг
- хокеј на леду
- нордијска комбинација
- нордијско скијање
- санкање
- скелетон
- скијашки скокови
- сноубординг
- уметничко клизање
- биатлон

### Спортови с више спортских дисциплина
- биатлон
- модерни петобој
- триатлон

### Борилачки спортови и вештине
- аикидо
- ашихара
- арнис
- капуера
- бокс
- бразилски џијуџицу
- рвање
- џудо
- џуџуцу
- карате
- кендо
- кемпо
- кик-бокс
- крав мага
- кунг фу
- мачевање
- mешовите борилачке вештине (MMA (енгл. Mixed Martial Arts)t)
- нинџуцу
- теквондо
- тајђићуен
- тајландски бокс
- савате

### Спортови с лоптом
- пицигин
- зога фалу

### Мото-спортови
- аутомобилизам
- формула 1
- картинг
- мотоциклизам
- мотокрос
- наскар
- рели

### Коњички спортови
- касачке трке
- коњичке трке
- препонско јахање
- поло

### Екстремни спортови
- алпинизам
-BASE скакање
- брдски бициклизам
- банџи скокови
- екстремни бициклизам
- пењање по леду
- кајт сурфовање
- падобранство
- пејнтбол
- параглајдинг
- планинарење
- пустоловне трке
- рафтинг
- роњење на дах
- скатебоардинг
- скијање на води
- слободно пењање
- портско пењање
- трекинг
- змајарење

### Мисаоне игре
- бриџ
- шах

### Традиционални спортови
- надвлачење конопца
- Сињска алка
- трка на прстенац
- камена с рамена
- потезање клипа

## Улога спорта у друштву
Аустралијска бискупска конференција објавила је 25. септембра 2014. изјаву о друштвеној правди Круна за Аустралију. Дати максимум у нашој спортској нацији у којем истичу одгојну улогу спорта, нарочито међу младима, те упозоравају на друштвену опасност ако се из видика изгубе истинске спортске вредности, повлађујући само новцу и успеху. У документу стоји да се предлаже детаљни испит савести о тому како се живи спорт, јер догађа се да се менталитет победе по сваку цену нагло проширио и у непрофесионалном спорту до те мере „да су и најмлађи изложени притиску због постизања резултата, да играју и кад су озлеђени, да крше правила те да не поштују дух игре“. У документу се изричито осуђује сваки вид допинга и залаже се да се популарним спортистима не толерише насилно понашање изван игралишта, те да се не сме порицати да систем нема ништа с тим застрањењима. Спорт је огледало друштва, одражава оно најбоље што појединци и нација поседују, али исто тако и најтамнију страну друштва, што за последицу има да се заједница превише навикава на насиље, злоупотребу дрога и алкохола, било да се ради о спортистима или о посматрачима спорта, било да се ради о такмичењу или ван њега, затим проблем пораста незаконитих опклада, корупције и злочина у вези с тим „озбиљно прете целовитости спорта и његовој способности да изграђује заједницу“.
Спорт данас представља осим забаве и рекреације, веома важан део људског и друштвеног идентитета, и појединца и шире друштвене заједнице, била та заједница градски кварт, град, регија или нација. Спорт у сваком смислу представља један од најбитнијих феномена популарне културе и када заокупља интересовање људи широм планете без обзира на њихово образовање или материјални статус, може се закључити да је спорт постао веома битан за развој људског друштва, како на глобалном нивоу тако и на нивоу нације и држава. Друштво је то које је успело да спорт подигне вишу лествицу и стави га на такву позицију, где се његова улога и те како вреднује.
Омасовљавање спорта почиње као последица индустријализације, урбанизације и саме промене односа становништва према сопственим потребама и жељама. Полако и постепено се развијају модерне економске, политичке и културне институције али једна од битних ствари је да се у великој мери отварају врата и спорту. Слободно време, које настаје као последица промене начина живота, људи који имају фиксно радно време, условљава настанак нових интересовања, нових укуса и нових потреба у организовању свакодневног живота. Потреба за игром, забавом, рекреацијом и физичким активностима најширих слојева становништва почиње да доминира у процесу осмишљавања слободног времена и подстиче стварање, развијање и усвајање нових културних образаца.
На спорт утичу велики број чиниоца који у исто време могу да помогну али и одмогну у обављању физичких делатности. Можемо рећи да су ти чиниоци веома разноврсни, попут, родитеља и породице, вршњака, школе, а у последње време и интернета и свих медија преко којих може да се дође до разних информација релевантне спорту, као што је телевизор, мобилни уређаји, компјутери, радио станице, али и жута штампа и друге врсте медија.
Кључну улог имају, друштво, школа и породица, које заједничким снагама морају осмислити активности чији ће садржаји бити привлачни, атрактивни, квалитетни, продуктивни и успешно одговорити на развојне потребе друштва. Због тога, друштвена заједница се мора потрудити да се кроз разне културне, спортске, уметничке и рекреативне и друге активности млади остваре а заједно са њима и целокупно друштво. Једино тако могу бити задовољни, испуњени и срећни чиме стварају основу здравог друштва.
Друштво пружа повољне или мање оптималне услове за развој спорта. Организовање спорта зависи од вредносних оријентација које друштво пропагира. Развој догађаја у спорту, у многим земљама ишао је по истој шеми вредносног обрасца за који се друштво залагало. Ако желимо да променимо и унапредимо стање спорта, да докажемо да спорт доноси разне бенефиције како појединцу тако и друштву, не може се простим растом, развијањем постојећег спорта постићи истинска хуманизација односа у спорту. Није могуће мењати ни спорт, ни односе у спорту а да се не мењају друштвени односи који репродукују спорт. Немогуће је говорити о новим односима у спорту, а при томе сачувати друштвене односе са свим њиховим противречним функцијама које се темеље на неправедности.
Спорт је онај домен људске свакодневнице који пружа велике могућности људској суштини да се испољи, да реализује основну особину људске природе. Спорт може бити поприште највеличанственијих људских победа али и падова. Он појачава друштвене везе и даје могућност нацијама да се иживе и идентификују са својом групом. На тај начин спорт се користи као средство социјално-групне интеграције, средство буђења патриотских и националних осећања.